# Bereghinya Planitia
La Bereghinya Planitia è una struttura geologica della superficie di Venere.